# Trite vulpecula
Trite vulpecula är en spindelart som först beskrevs av Tord Tamerlan Teodor Thorell 1881.  Trite vulpecula ingår i släktet Trite och familjen hoppspindlar. Inga underarter finns listade i Catalogue of Life.